# Bring Him In
Pour plus de détails, voir Fiche technique et Distribution.
Bring Him In est un film muet américain réalisé et écrit par Erle C. Kenton, sorti en 1924.

## Synopsis
Un brigand s'évade de prison, il retourne chez sa mère pour éviter que les policiers ne le trouvent mais elle le chasse de sa maison. Une nuit, dans une ruelle, ses ennemis le surprennent à voler un mendiant. Les policiers vont l'affronter dans un duel redoutable...

## Fiche technique
- Titre : Bring Him In
- Réalisation : Erle C. Kenton
- Scénario : Gerald Beaumont, Erle C. Kenton
- Société de production : Universal Pictures
- Société de distribution : Universal Pictures
- Pays de production :  États-Unis
- Langue : Anglais
- Format : Noir et blanc — 35 mm — 1,33:1 —  Muet
- Genre : Film dramatique
- Durée : 20 minutes
- Date de sortie : 
  - États-Unis : 1er septembre 1924

## Distribution
- Jack Dempsey : Le policier
- Hayden Stevenson : Le brigand
- George Ovey : Le gardien de prison
- Frank Hagney : Un ami du brigand
- Charles Reisner : Le voisin du brigand
- Harry Lorraine : Le mendiant
- Florence Lee : La mère du brigand
- Gladys Varden : Le garde champêtre